# De Klassieker (Bélgica)
De Klassikier, llamado también The Topper, es la rivalidad deportiva en fútbol que existe entre el RSC Anderlecht con el Club Brugge KV, dos de los equipos más exitosos de Bélgica, la cual reemplaza a la del RSC Anderlecht con el Standard Lieja luego de que el Club Brugge KV pasara a ser más competitivo en los años 1970. Para los hablantes en neerlandés es el clásico nacional mientras que para los de habla francesa es el de RSC Anderlecht y Standard Lieja.

## Historia
El primer enfrentamiento entre ambos equipos se da en 1921 que terminó con victoria para el Club Brugge KV por 3-1 en condición de visitante, aunque históricamente favorece por poca diferencia al RSC Anderlecht en general, ya que por partidos de copa es el Club Brugge KV el que domina por amplio margen.

### League
| Season    | Division                  | Anderlecht vs Club Brugge | Anderlecht vs Club Brugge     | Anderlecht vs Club Brugge | Anderlecht vs Club Brugge | Club Brugge vs Anderlecht | Club Brugge vs Anderlecht | Club Brugge vs Anderlecht | Club Brugge vs Anderlecht | Club Brugge vs Anderlecht |
| Season    | Division                  | Date                      | Venue                         | Score                     | Attendance                | Date                      | Venue                     | Score                     | Attendance                |                           |
| --------- | ------------------------- | ------------------------- | ----------------------------- | ------------------------- | ------------------------- | ------------------------- | ------------------------- | ------------------------- | ------------------------- | ------------------------- |
| 1921–22   | First Division            |                           | Émile Versé Stadium           | 1–3                       |                           |                           | Albert Dyserynck Stadion  | 1–1                       |                           |                           |
| 1922–23   | First Division            |                           | Émile Versé Stadium           | 2–2                       |                           |                           | Albert Dyserynck Stadion  | 5–2                       |                           |                           |
| 1924–25   | First Division            |                           | Émile Versé Stadium           | 3–0                       |                           |                           | Albert Dyserynck Stadion  | 2–0                       |                           |                           |
| 1925–26   | First Division            |                           | Émile Versé Stadium           | 2–1                       |                           |                           | Albert Dyserynck Stadion  | 4–0                       |                           |                           |
| 1928–29   | First Division            |                           | Émile Versé Stadium           | 2–4                       |                           |                           | Albert Dyserynck Stadion  | 4–2                       |                           |                           |
| 1929–30   | First Division            |                           | Émile Versé Stadium           | 2–2                       |                           |                           | Albert Dyserynck Stadion  | 1–1                       |                           |                           |
| 1930–31   | First Division            |                           | Émile Versé Stadium           | 1–1                       |                           |                           | Albert Dyserynck Stadion  | 2–2                       |                           |                           |
| 1935–36   | First Division            |                           | Émile Versé Stadium           | 2–1                       |                           |                           | Albert Dyserynck Stadion  | 1–1                       |                           |                           |
| 1936–37   | First Division            |                           | Émile Versé Stadium           | 4–1                       |                           |                           | Albert Dyserynck Stadion  | 1–1                       |                           |                           |
| 1937–38   | First Division            |                           | Émile Versé Stadium           | 3–1                       |                           |                           | Albert Dyserynck Stadion  | 2–0                       |                           |                           |
| 1938–39   | First Division            |                           | Émile Versé Stadium           | 2–2                       |                           |                           | Albert Dyserynck Stadion  | 1–3                       |                           |                           |
| 1946–47   | First Division            |                           | Émile Versé Stadium           | 7–1                       |                           |                           | Albert Dyserynck Stadion  | 1–2                       |                           |                           |
| 1949–50   | First Division            |                           | Émile Versé Stadium           | 2–1                       |                           |                           | Albert Dyserynck Stadion  | 0-1                       |                           |                           |
| 1950–51   | First Division            |                           | Émile Versé Stadium           | 3–0                       |                           |                           | Albert Dyserynck Stadion  | 1–1                       |                           |                           |
| 1959–60   | First Division            |                           | Émile Versé Stadium           | 5–2                       |                           |                           | Albert Dyserynck Stadion  | 1–0                       |                           |                           |
| 1960–61   | First Division            |                           | Émile Versé Stadium           | 0–0                       |                           |                           | Albert Dyserynck Stadion  | 3–2                       |                           |                           |
| 1961–62   | First Division            |                           | Émile Versé Stadium           | 2–0                       |                           |                           | Albert Dyserynck Stadion  | 1–1                       |                           |                           |
| 1962–63   | First Division            |                           | Émile Versé Stadium           | 3–1                       |                           |                           | Albert Dyserynck Stadion  | 0–0                       |                           |                           |
| 1963–64   | First Division            |                           | Émile Versé Stadium           | 3–0                       |                           |                           | Albert Dyserynck Stadion  | 0–5                       |                           |                           |
| 1964–65   | First Division            |                           | Émile Versé Stadium           | 3–1                       |                           |                           | Albert Dyserynck Stadion  | 0–0                       |                           |                           |
| 1965–66   | First Division            |                           | Émile Versé Stadium           | 3–1                       |                           |                           | Albert Dyserynck Stadion  | 0–1                       |                           |                           |
| 1966–67   | First Division            |                           | Émile Versé Stadium           | 3–0                       |                           |                           | Albert Dyserynck Stadion  | 1–2                       |                           |                           |
| 1967–68   | First Division            |                           | Émile Versé Stadium           | 1–1                       |                           |                           | Albert Dyserynck Stadion  | 2–2                       |                           |                           |
| 1968–69   | First Division            |                           | Émile Versé Stadium           | 1–1                       |                           |                           | Albert Dyserynck Stadion  | 2–2                       |                           |                           |
| 1969–70   | First Division            |                           | Émile Versé Stadium           | 1–3                       |                           |                           | Albert Dyserynck Stadion  | 1–0                       |                           |                           |
| 1970–71   | First Division            |                           | Émile Versé Stadium           | 1–3                       |                           |                           | Albert Dyserynck Stadion  | 4–0                       |                           |                           |
| 1971–72   | First Division            |                           | Émile Versé Stadium           | 1–1                       |                           |                           | Albert Dyserynck Stadion  | 0–2                       |                           |                           |
| 1972–73   | First Division            |                           | Émile Versé Stadium           | 1–1                       |                           |                           | Albert Dyserynck Stadion  | 2–0                       |                           |                           |
| 1973–74   | First Division            |                           | Émile Versé Stadium           | 2–0                       |                           |                           | Albert Dyserynck Stadion  | 2–1                       |                           |                           |
| 1974–75   | First Division            |                           | Émile Versé Stadium           | 1–0                       |                           |                           | Olympiastadion            | 3–1                       |                           |                           |
| 1975–76   | First Division            |                           | Émile Versé Stadium           | 1–0                       |                           |                           | Olympiastadion            | 3–2                       |                           |                           |
| 1976–77   | First Division            |                           | Émile Versé Stadium           | 2–1                       |                           |                           | Olympiastadion            | 2–0                       |                           |                           |
| 1977–77   | First Division            |                           | Émile Versé Stadium           | 6–1                       |                           |                           | Olympiastadion            | 2–0                       |                           |                           |
| 1978–79   | First Division            |                           | Émile Versé Stadium           | 3–0                       |                           |                           | Olympiastadion            | 3–0                       |                           |                           |
| 1979–80   | First Division            |                           | Émile Versé Stadium           | 0–1                       |                           |                           | Olympiastadion            | 3–0                       |                           |                           |
| 1980–81   | First Division            |                           | Émile Versé Stadium           | 1–0                       |                           |                           | Olympiastadion            | 1–5                       |                           |                           |
| 1981–82   | First Division            |                           | Émile Versé Stadium           | 2–1                       |                           |                           | Olympiastadion            | 0–0                       |                           |                           |
| 1982–83   | First Division            |                           | Émile Versé Stadium           | 5–2                       |                           |                           | Olympiastadion            | 1–1                       |                           |                           |
| 1983–84   | First Division            |                           | Constant Vanden Stock Stadium | 6–1                       |                           |                           | Olympiastadion            | 1–1                       |                           |                           |
| 1984–85   | First Division            |                           | Constant Vanden Stock Stadium | 1–1                       |                           |                           | Olympiastadion            | 0–0                       |                           |                           |
| 1985–86   | First Division            |                           | Constant Vanden Stock Stadium | 0–0                       |                           |                           | Olympiastadion            | 3–3                       |                           |                           |
| 1985–86   | Championship playoff      | 30 de abril de 1986       | Constant Vanden Stock Stadium | 1–1                       | 27,000                    | 6 de mayo de 1986         | Olympiastadion            | 2–2                       | 29,000                    |                           |
| 1986–87   | First Division            |                           | Constant Vanden Stock Stadium | 1–0                       |                           |                           | Olympiastadion            | 2–1                       |                           |                           |
| 1987–88   | First Division            |                           | Constant Vanden Stock Stadium | 1–1                       |                           |                           | Olympiastadion            | 2–2                       |                           |                           |
| 1988–89   | First Division            |                           | Constant Vanden Stock Stadium | 1–0                       |                           |                           | Olympiastadion            | 1–1                       |                           |                           |
| 1989–90   | First Division            |                           | Constant Vanden Stock Stadium | 0–0                       |                           |                           | Olympiastadion            | 3–0                       |                           |                           |
| 1990–91   | First Division            |                           | Constant Vanden Stock Stadium | 5–1                       |                           |                           | Jan Breydel Stadium       | 0–2                       |                           |                           |
| 1991–92   | First Division            |                           | Constant Vanden Stock Stadium | 1–1                       |                           |                           | Jan Breydel Stadium       | 2–0                       |                           |                           |
| 1992–93   | First Division            |                           | Constant Vanden Stock Stadium | 1–0                       |                           |                           | Jan Breydel Stadium       | 0–0                       |                           |                           |
| 1993–94   | First Division            |                           | Constant Vanden Stock Stadium | 0–3                       |                           |                           | Jan Breydel Stadium       | 0–0                       |                           |                           |
| 1994–95   | First Division            |                           | Constant Vanden Stock Stadium | 1–0                       |                           |                           | Jan Breydel Stadium       | 1–0                       |                           |                           |
| 1995–96   | First Division            | 28 de agosto de 1995      | Constant Vanden Stock Stadium | 2–1                       |                           | 10 February 1996          | Jan Breydel Stadium       | 2–1                       |                           |                           |
| 1996–97   | First Division            | 18 de mayo de 1997        | Constant Vanden Stock Stadium | 0–1                       |                           | 9 de noviembre de 1996    | Jan Breydel Stadium       | 2–1                       |                           |                           |
| 1997–98   | First Division            | 25 de mayo de 1998        | Constant Vanden Stock Stadium | 0–1                       |                           | 29 de noviembre de 1997   | Jan Breydel Stadium       | 2–1                       |                           |                           |
| 1998–99   | First Division            | 8 de septiembre de 1998   | Constant Vanden Stock Stadium | 2–3                       |                           | 28 de enero de 1999       | Jan Breydel Stadium       | 2–0                       |                           |                           |
| 1999–2000 | First Division            |                           | Constant Vanden Stock Stadium | 1–1                       |                           |                           | Jan Breydel Stadium       | 0–2                       |                           |                           |
| 2000–01   | First Division            | 30 de noviembre de 2000   | Constant Vanden Stock Stadium | 2–0                       |                           | 4 de mayo de 2001         | Jan Breydel Stadium       | 0–1                       |                           |                           |
| 2001–02   | First Division            | 20 de diciembre de 2001   | Constant Vanden Stock Stadium | 1–0                       |                           | 16 de febrero de 2002     | Jan Breydel Stadium       | 1–0                       |                           |                           |
| 2002–03   | First Division            | 22 de marzo de 2003       | Constant Vanden Stock Stadium | 5–1                       |                           | 6 de diciembre de 2002    | Jan Breydel Stadium       | 2–1                       |                           |                           |
| 2003–04   | First Division            | 10 de octubre de 2003     | Constant Vanden Stock Stadium | 1–1                       |                           | 6 de marzo de 2004        | Jan Breydel Stadium       | 1–0                       |                           |                           |
| 2004–05   | First Division            | 10 de diciembre de 2004   | Constant Vanden Stock Stadium | 2–1                       |                           | 14 de abril de 2005       | Jan Breydel Stadium       | 2–2                       |                           |                           |
| 2005–06   | First Division            | 22 de octubre de 2005     | Constant Vanden Stock Stadium | 2–2                       |                           | 25 de marzo de 2006       | Jan Breydel Stadium       | 0–2                       |                           |                           |
| 2006–07   | First Division            | 26 de agosto de 2006      | Constant Vanden Stock Stadium | 1–0                       |                           | 11 de febrero de 2007     | Jan Breydel Stadium       | 2–2                       |                           |                           |
| 2007–08   | First Division            | 3 de mayo de 2008         | Constant Vanden Stock Stadium | 2–0                       |                           | 16 de diciembre de 2007   | Jan Breydel Stadium       | 1–0                       |                           |                           |
| 2008–09   | First Division            | 12 de abril de 2009       | Constant Vanden Stock Stadium | 1–0                       |                           | 16 de noviembre de 2008   | Jan Breydel Stadium       | 1–1                       |                           |                           |
| 2009–10   | Pro League                | 3 de febrero de 2010      | Constant Vanden Stock Stadium | 3–2                       | 23,800                    | 4 de octubre de 2009      | Jan Breydel Stadium       | 4–2                       | 28,151                    |                           |
| 2009–10   | PL Championship playoffs  | 3 de abril de 2010        | Constant Vanden Stock Stadium | 2–2                       | 23,279                    | 18 de abril de 2010       | Jan Breydel Stadium       | 1–2                       | 25,686                    |                           |
| 2010–11   | Pro League                | 7 de noviembre de 2010    | Constant Vanden Stock Stadium | 2–2                       | 23,750                    | 19 de diciembre de 2010   | Jan Breydel Stadium       | 0–2                       | 27,424                    |                           |
| 2010–11   | PL Championship playoffs  | 1 de mayo de 2011         | Constant Vanden Stock Stadium | 0–0                       | 22,000                    | 10 de abril de 2011       | Jan Breydel Stadium       | 3–0                       | 22,208                    |                           |
| 2011–12   | Pro League                | 15 de noviembre de 2011   | Constant Vanden Stock Stadium | 3–0                       | 23,335                    | 28 de agosto de 2011      | Jan Breydel Stadium       | 1–1                       | 28,100                    |                           |
| 2011–12   | PL Championship playoffs  | 6 de mayo de 2012         | Constant Vanden Stock Stadium | 1–1                       | 21,000                    | 22 de abril de 2012       | Jan Breydel Stadium       | 0–1                       | 28,209                    |                           |
| 2012–13   | Pro League                | 11 de noviembre de 2012   | Constant Vanden Stock Stadium | 6–1                       | 21,000                    | 24 de febrero de 2013     | Jan Breydel Stadium       | 2–2                       | 27,024                    |                           |
| 2012–13   | PL Championship playoffs  | 14 de abril de 2014       | Constant Vanden Stock Stadium | 1–1                       | 24,000                    | 28 de abril de 2014       | Jan Breydel Stadium       | 2–1                       | 26,052                    |                           |
| 2013–14   | Pro League                | 26 de enero de 2014       | Constant Vanden Stock Stadium | 2–0                       | 19,873                    | 22 de septiembre de 2013  | Jan Breydel Stadium       | 4–0                       | 27,024                    |                           |
| 2013–14   | PL Championship playoffs  | 6 de abril de 2014        | Constant Vanden Stock Stadium | 3–0                       | 19,000                    | 4 de mayo de 2014         | Jan Breydel Stadium       | 0–1                       | 26,000                    |                           |
| 2014–15   | Pro League                | 30 de noviembre de 2014   | Constant Vanden Stock Stadium | 2–2                       | 21,500                    | 31 de agosto de 2014      | Jan Breydel Stadium       | 2–2                       | 29,042                    |                           |
| 2014–15   | PL Championship playoffs  | 10 de mayo de 2015        | Constant Vanden Stock Stadium | 3–1                       | 21,000                    | 19 de mayo de 2015        | Jan Breydel Stadium       | 2–1                       | 29,000                    |                           |
| 2015–16   | Pro League                | 25 de octubre de 2015     | Constant Vanden Stock Stadium | 3–1                       | 21,000                    | 20 de diciembre de 2015   | Jan Breydel Stadium       | 1–4                       | 27,065                    |                           |
| 2015–16   | PL Championship playoffs  | 17 de abril de 2016       | Constant Vanden Stock Stadium | 1–0                       | 21,000                    | 15 de mayo de 2016        | Jan Breydel Stadium       | 4–0                       | 29,000                    |                           |
| 2016–17   | First Division A          | 11 de diciembre de 2016   | Constant Vanden Stock Stadium | 0–0                       | 20,000                    | 23 de octubre de 2016     | Jan Breydel Stadium       | 2–1                       | 27,106                    |                           |
| 2016–17   | FDA Championship playoffs | 23 de abril de 2017       | Constant Vanden Stock Stadium | 2–0                       | 20,366                    | 14 de mayo de 2017        | Jan Breydel Stadium       | 1–1                       | 27,490                    |                           |
| 2017–18   | First Division A          | 5 de noviembre de 2017    | Constant Vanden Stock Stadium | 0–0                       | 20,500                    | 17 de diciembre de 2017   | Jan Breydel Stadium       | 5–0                       | 27,667                    |                           |
| 2017–18   | FDA Championship playoffs | 15 de abril de 2018       | Constant Vanden Stock Stadium | 1–0                       | 20,391                    | 6 de mayo de 2018         | Jan Breydel Stadium       | 1–2                       | 27,671                    |                           |
| 2018–19   | First Division A          | 24 de febrero de 2019     | Constant Vanden Stock Stadium | 2–2                       | 21,000                    | 26 de agosto de 2018      | Jan Breydel Stadium       | 2–1                       | 27,500                    |                           |
| 2018–19   | FDA Championship playoffs | 4 de abril de 2019        | Constant Vanden Stock Stadium | 2–3                       | 20,000                    | 28 de abril de 2019       | Jan Breydel Stadium       | 1–0                       | 24,925                    |                           |
| 2019–20   | First Division A          | 19 de enero de 2020       | Lotto Park                    | 1–2                       | 20,000                    | 14 de septiembre de 2019  | Jan Breydel Stadium       | 2–1                       | 26,500                    |                           |
| 2020–21   | First Division A          | 11 de abril de 2021       | Lotto Park                    | 2–1                       | 0                         | 4 de octubre de 2020      | Jan Breydel Stadium       | 3–0                       | 0                         |                           |
| 2020–21   | FDA Championship playoffs | 20 de mayo de 2021        | Lotto Park                    | 3–3                       | 0                         | 2 de mayo de 2021         | Jan Breydel Stadium       | 2–2                       | 0                         |                           |
| 2021–22   | First Division A          | 3 de octubre de 2021      | Lotto Park                    | 1–1                       | 19,500                    | 19 de diciembre de 2021   | Jan Breydel Stadium       | 2–2                       | 28,000                    |                           |
| 2021–22   | FDA Championship playoffs | 1 de mayo de 2022         | Lotto Park                    | 0–0                       | 20,000                    | 22 de mayo de 2022        | Jan Breydel Stadium       | 1–1                       | 28,000                    |                           |
| 2022–23   | First Division A          | 16 de octubre de 2022     | Lotto Park                    | 0–1                       | 21,000                    | 15 de enero de 2023       | Jan Breydel Stadium       | 1–1                       | 25,378                    |                           |
| 2023–24   | First Division A          | 25 de septiembre de 2023  | Lotto Park                    | 1–1                       | 21,000                    | 25 de febrero de 2024     | Jan Breydel Stadium       | 1–2                       | 26,056                    |                           |
| 2023–24   | FDA Championship playoffs | 19 de mayo de 2024        | Lotto Park                    | 0–1                       | 22,500                    | 7 de abril de 2024        | Jan Breydel Stadium       | 3–1                       | 24,166                    |                           |
| 2024-25   | First Division A          | 12 de enero de 2025       | Lotto Park                    | 0–3                       | 22,250                    | 27 de octubre de 2024     | Jan Breydel Stadium       | 2–1                       | 27,500                    |                           |
| 2024-25   | FDA Championship Playoffs | 18 de mayo de 2025        | Lotto Park                    | 1-3                       | 22,421                    | 30 de marzo de 2025       | Jan Breydel Stadium       | 2-0                       | 28,025                    |                           |
| 2024-25   | Crocky Cup                | 4 de mayo de 2025         | Roi Baudoin                   | 2-1                       | 29,456                    |                           |                           |                           |                           |                           |

## Jugadores que han estado en ambos equipos
En Negrita los que han anotado en el derbi:
- Leen Barth
- Hugo Broos
- Kenneth Brylle
- Tom De Sutter
- Geert De Vlieger
- Marc Degryse
- Johan Devrindt
- Abdoulay Diaby
- Elos Elonga-Ekakia
- Ruud Geels
- Aleksandar Ilić
- Nordin Jbari
- Gerhard Mair
- Vadis Odjidja
- Wilfried Puis
- Lior Refaelov
- Rob Rensenbrink
- Lorenzo Staelens
- Alin Stoica
- Percy Tau
- Mohamed Tchité
- Gilbert Van Binst
- Erwin Vandendaele
- René Vandereycken
- Ronald Vargas
- Johnny Velkeneers
- Gert Verheyen
- Jos Volders

## Entrenadores que han estado en ambos equipos
- András Béres
- Hugo Broos
- Norberto Höfling
- Georg Keßler
- Georges Leekens